# 카발리에리의 원리
카발리에리의 원리(Cavalieri's principle)는 이탈리아의 수학자인 보나벤투라 카발리에리가 발견한 수학 원리로, 경계면으로 둘러싸인 두 입체 V,V'를 하나의 정해진 평면과 평행인 평면으로 자를 때, V,V'의 내부에 있는 잘린 부분의 면적의 비가 항상 m:n이면 입체 V,V'의 부피의 비도 m:n이 된다는 수학적 원리이다.
다시 말해 '어떤 두 개의 평면도형을 정직선에 평행인 직선으로 나누었을 때, 도형 내에 있는 선분의 비가 항상 m:n 일 때는, 그 2개의 도형의 넓이 의 비도 m:n과 같다.'라는 것이다. 또한, 이 원리를 입체인 경우로 확장하면 '단면의 비가 일정하면, 전체의 비도 똑같다'라고 간단하게 말할 수도 있다. 여기서 전체란 무한한 개수의 단면을 합쳐놓은 것이므로 부피라고 추측하는 것은 합리적이며 당연한 것이다. 이 원리를 m=n인 특정한 상황에 적용시키면, '2개의 입체에서 한 평면에 평행한 평면으로 자른 단면의 넓이가 항상 같으면 2개의 입체의 부피는 같다'라고 할 수 있다. 이 원리를 기초로 하여 각종 입체의 부피를 광범위하게 구할 수 있게 되었으며, 부피를 잘게 쪼개어 적분하는 구분구적법의 시초가 되기도 하였다.
한편 조충지(祖冲之)와 그 아들 조긍지(祖暅之)가 카발리에리보다 1100여년 전 이 원리를 먼저 발견하여, 조긍지의 원리라고 부르기도 한다.

## 역사
기원전 3세기에 아르키메데스는 카발리에리의 원리와 유사한 방법을 사용하여 원뿔과 원통의 부피를 이용해 구의 부피를 구했고, 이 방법은 그의 저서 「기계적 정리의 방법」에서 제시되어 있다. 기원후 5세기에는 중국의 수학자 조충지(祖冲之)와 그의 아들 조긍지(祖暅之)가 유사한 방법을 통해 구의 부피를 구하는 방법을 확립하기도 하였다. 그러나 이 두 접근법은 근대 초기의 유럽에서는 알려지지 않았다. 
카발리에리의 '불가분량'에서 에반젤리스타 토리첼리(Evangelista Torricelli)와 존 월리스(John Wallis)의 '미분량'으로의 전환은 미적분학의 역사에서 중요한 발전이었다. 불가분량은 여차원(codimension) 1(2차원 도형의 경우 선)의 요소들로 이루어졌기 때문에 평면 도형은 무한한 수의 1차원 선들로 이루어진 것으로 생각되었다. 반면, 미분량은 도형을 구성하는 것과 동일한 차원을 가진 요소들이어서, 평면 도형은 무한히 얇은 '평행사변형'들로 구성된 것으로 여겨졌다. 월리스는 등차수열의 합 공식을 적용하여, 삼각형을 폭이 1/∞인 무한히 작은 평행사변형들로 분할하여 그 면적을 계산했다.

## 2차원에서

### 사이클로이드
N. Reed는 카발리에리의 원리를 이용하여 사이클로이드에 의해 둘러싸인 면적을 구하는 방법을 제시하였다. 반지름 {\displaystyle r}의 원은 시계방향 또는 반시계방향으로 아래의 직선 위를 구를 수 있으며, 이로 인해 원의 한 점이 두 개의 사이클로이드 자취를 나타낼 수 있다. 원이 특정 거리만큼 굴러갔을 때, 시계 방향으로 회전한 각도와 시계 반대 방향으로 회전한 각도는 동일하므로, 사이클로이드의 자취를 가지는 두 점은 같은 높이에 위치하게 된다. 두 점을 연결하는 선은 수평으로(즉, 원이 굴러가는 방향과 평행하게) 놓이게 된다. 결과적으로 임의의 높이 h에 대하여 원을 수평으로 잘랐을 때의 길이는 해당 높이에서 사이클로이드의 두 호로 둘러싸인 영역에서 수평으로 자른 직선의 길이와 같다. 따라서 카발리에리의 원리에 의해, 원은 해당 영역과 동일한 넓이를 가진다. 
하나의 사이클로이드 아치를 둘러싸고 있는 직사각형을 생각했을 때 사이클로이드의 정의에 의해, 사이클로이드에 외접하는 직사각형의 너비는  {\displaystyle 2\pi r} 이고, 높이는 {\displaystyle 2r}이므로 그 넓이는 원의 넓이의 4배이다. 아치와 직사각형의 접점에서 직사각형을 양분하여 사이클로이드 아치와 직사각형으로 둘러싸인 부분의 면적을 계산하고, 나타난 두 조각 중 한 조각을 {\displaystyle 180^{\circ }} 회전한 다음 직사각형의 나머지 절반에 겹치면 동일한 직사각형이며, 원래 존재하는 사이클로이드 곡선의 반대 방향으로 회전시켜 만들어진 사이클로이드 곡선의 형태가 나타난다는 것을 알 수 있다. 즉, 원래의 직사각형을 양분한 새로운 직사각형은 원의 두 배 면적을 가지고 있으며, 위에서 원의 면적과 같다고 계산한 사이클로이드 아치의 넓이와 원래 직사각형과 사이클로이드가 형성하는 2개의 위 영역의 넓이로 구성되어 있다. 따라서 완전한 사이클로이드 아치 위의 직사각형으로 둘러싸인 영역은 원의 면적과 같으므로 완전한 사이클로이드의 면적은 원 면적의 3배가 된다. 

## 3차원에서

### 원뿔과 각뿔
밑면의 모양과 상관없이, 원뿔을 포함한 모든 뿔의 부피가 (1/3) × 밑변 × 높이라는 사실은 어떤 한 경우에만 사실임을 보이면 카발리에리의 원리에 의해 확장될 수 있다. 가장 간단한 방식 중 하나로 삼각기둥의 내부를 세 개의 동일한 부피를 가진 뿔 성분으로 나누고 이 세 부피의 동일성을 카발리에리의 원리를 통해 보여주는 방법을 사용할 수 있다.
사실, 원뿔이나 각뿔의 부피를 계산하려면 카발리에리의 원리나 이와 유사한 미분적 논증이 반드시 필요하다. 이것은 본질적으로 힐베르트의 세 번째 문제의 내용과 같다. 특수한 경우를 제외하면 일반적으로 다면체로 이루어진 각뿔와 원뿔은 자르고 재배열하여 표준 모양(각기둥 혹은 원기둥 등)으로 만들 수 없기 때문에, 대신 무한(미소)한 방법으로 비교해야 한다. 고대 그리스인들은 이러한 부피를 계산하기 위해 아르키메데스의 기계적 논증이나 실진법과 같은 다양한 방법을 사용했다.

### 포물면체

뒤집힌 포물체의 원반 모양 단면적은 내접한 포물체 바깥 부분의 원통형 링 모양 단면적과 같다.

반지름이 {\displaystyle r}이고 높이가 {\displaystyle h}인 원기둥을 생각해보자. 이 원기둥은 꼭짓점이 원기둥 밑면의 중심에 있고 밑면이 원기둥의 윗면인 포물면체 {\displaystyle y=h({\frac {x}{r}})^{2}}를 둘러싸고 있다. 또한, 크기는 동일하지만 꼭짓점과 밑면이 뒤집힌 포물면체 {\displaystyle y=h-h({\frac {x}{r}})^{2}}를 생각해보자.
높이 {\displaystyle 0\leq y\leq h}에 대해 뒤집힌 포물면체의 원반 모양의 단면적은 {\displaystyle \pi (r{\sqrt {1-{\frac {y}{h}}}})^{2}}이고, 이는 원기둥에서 내접한 포물면체 외부의 부분의 고리 모양 단면적  {\displaystyle \pi r^{2}-\pi (r{\sqrt {1-{\frac {y}{h}}}})^{2}}와 같다. 따라서 뒤집힌 포물면체의 부피는 내접한 포물면체 외부의 원기둥 부분의 부피와 동일하다. 즉, 포물면체의 부피는 {\displaystyle {\frac {\pi }{2}}r^{2}h}로, 이는 이를 둘러싼 원기둥 부피의 절반임을 알 수 있다.

### 냅킨 링 문제
냅킨 링 문제라고 불리는 이 문제에서는, 구의 중심을 지나도록 직선으로 뚫린 구멍을 통해 남은 고리 형태의 높이가 {\displaystyle h}일 때, 남은 부분의 부피가 놀랍게도 구의 크기와 무관하다는 것을 카발리에리의 원리를 통해 보여준다.  
나머지 링의 단면은 평면 고리의 형태이며, 그 면적은 두 원의 면적의 차이에 해당한다. 피타고라스 정리에 의하여, {\displaystyle r}은 구의 반지름, {\displaystyle y}는 적도면에서 절단면까지의 거리일 때 고리 형태의 평면을 이루는 두 원 중 하나의 넓이는 {\displaystyle \pi \times (r^{2}-y^{2})} 이므로, 나머지 원의 넓이는 {\displaystyle \pi \times {\bigl (}r^{2}-(h/2)^{2})}이다.  
이 둘을 빼면,  {\displaystyle r}이 소거되므로 구의 반지름 {\displaystyle r}에 의존하지 않는다는 것을 증명할 수 있다. 

### 구

구에서의 원 모양 단면과 원기둥에서 원뿔을 뺀 도형의 도넛 모양 단면은 같은 크기이다.

카발리에리의 원리를 응용하여 구의 부피를 계산할 수 있다. 
구에서의 원 모양 단면과 원기둥에서 원뿔을 뺀 도형의 도넛 모양 단면의 크기가 {\displaystyle \pi \left(r^{2}-y^{2}\right)}로 서로 같으므로 카발리에리의 원리에 따라 반구의 부피는 원기둥의 부피에서 원뿔의 부피를 뺀 것과 같음을 알 수 있다.
원기둥의 부피는 {\displaystyle \pi r^{3}}이고, 원뿔의 부피는 {\displaystyle {\frac {1}{3}}\pi r^{3}}이므로 원기둥의 부피에서 원뿔의 부피를 뺀 값은 {\displaystyle {\frac {2}{3}}\pi r^{3}}이고 이것은 반구의 부피와 같게 된다.
구의 부피는 반구의 부피의 2배이다.

## 같이 보기
- 푸비니 정리 (카발리에리의 원리는 푸비니의 정리의 특수한 경우이다.)

1. ↑  [1]을 이하 사이클로이드 아치의 넓이로 표현하자